# Thymus dolopicus
Thymus dolopicus ist eine Pflanzenart aus der Gattung der Thymiane (Thymus) in der Familie der Lippenblütler.

## Beschreibung
Thymus dolopicus ist ein Zwergstrauch mit holzigen, kriechenden Stängeln, von denen aufrechte blütentragende Stängel mit einer Höhe von bis zu 10 cm ausgehen und in deren Achseln Büschel aus Laubblättern stehen. Diese sind 6 bis 10 mm lang und 1 bis 1,5 mm breit. Sie sind eng lanzettlich-spatelförmig, kurz bestielt, samtig behaart und in der unteren Hälfte bewimpert. Der Blattrand ist etwas zurückgerollt.
Die Blütenstände sind köpfchenförmig, eiförmig bis kugelförmig. Die Tragblätter sind 1,5 bis 4 mm breit, ähnlich den Laubblättern oder langgestreckt-eiförmig und grünlich gefärbt. Der Kelch ist 4,5 bis 5,5 mm lang, die oberen Zähne sind etwa 1,5 mm lang, lanzettlich und bewimpert. Die Krone und pink-purpur gefärbt, die Kronröhre steht kaum über den Kelch hinaus.

## Vorkommen
Die Art ist in den Bergen Nord- und Mittel-Griechenlands verbreitet.